# Belencita nemorosa
Belencita nemorosa  es una especie de arbusto  y el único miembro del género monotípico Belencita, perteneciente a la familia Capparaceae. Es originaria de Colombia y Venezuela. 

## Taxonomía
Belencita nemorosa fue descrita por (Jacq.) Dugand y publicado en Caldasia 2: 371. 1944.
Sinonimia
- Belencita hagenii H.Karst.
- Capparis nemorosa Jacq.	basónimo
- Stuebelia nemorosa (Jacq.) Dugand	[2]